# Bhattarahalli, Chiknayakanhalli
Bhattarahalli là một làng thuộc tehsil Chiknayakanhalli, huyện Tumkur, bang Karnataka, Ấn Độ.